# ریچارد فیلیپس
ریچارد فیلیپس (متولد: ۱۶ می ۱۹۵۵) کاپیتان کشتی و نویسنده آمریکایی است. وی بخاطر ماجرای به گروگان گرفته شدنش در آوریل ۲۰۰۹ توسط دزدان دریایی سومالی مشهور است. از روی داستان وی، فیلمی تحت عنوان کاپیتان فیلیپس و به کارگرانی پل گرینگرس ساخته‌اند. در این فیلم تام هنکس در نقش کاپیتان فیلیپس به ایفای نقش پرداخته.

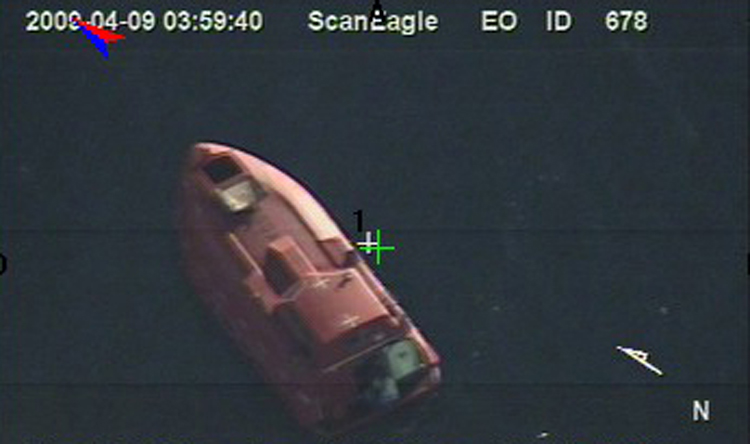
کشتی نجاتی که کاپیتان فیلیپس در آن به همراه چهار گروگان‌گیر سومالیایی بود. تصویر از بوئینگ اسکن‌ایگل نیروی دریایی آمریکا
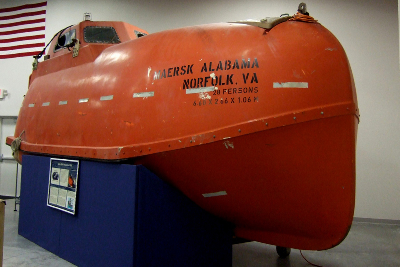
کشتی نجاتی که کاپیتان فیلیپس در آن بود در موزه نیروی دریایی آمریکا نگهداری می‌شود
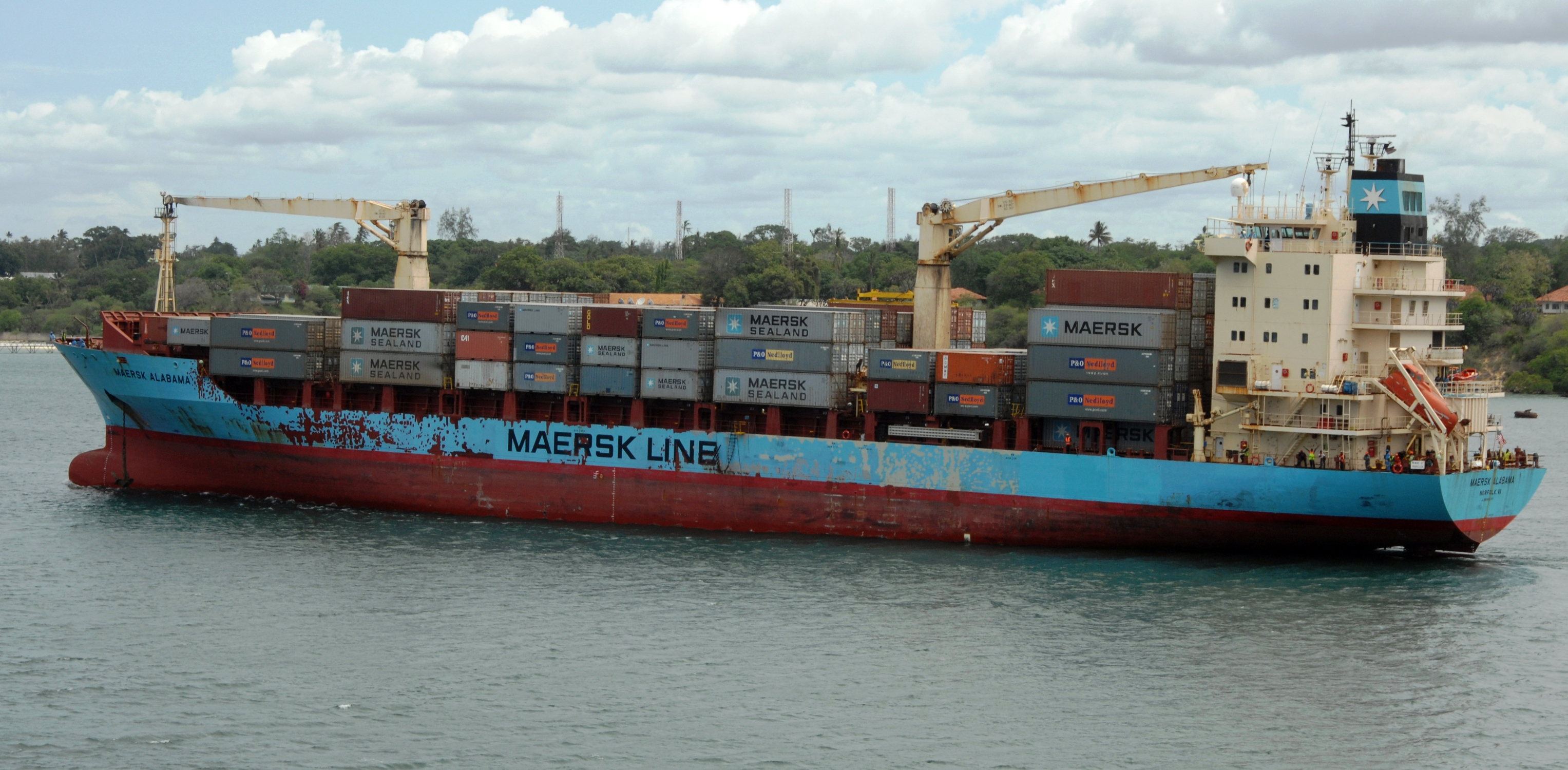
کشتی ریچارد فیلیپس در روز حمله